# 埃及第十二王朝
古埃及的第十二王朝（第十二王朝）被埃及学家认为是中王国的顶点。它经常与埃及第十一王朝、埃及第十三王朝和埃及第十四王朝被称为中王国。有些学者只认为第十一和第十二王朝是中王国的一部分。这个巅峰期的主要特征包括政治和行政的高度集权、经济繁荣、军事扩展、以及丰富的文学和建筑成就。法老们如阿蒙涅姆赫特一世和塞索斯特里斯三世大力发展官僚体制，重新划分省份，加强对地方贵族的控制。第十二王朝在建设上也十分活跃，修建了许多庙宇和纪念碑，特别是在法尤姆地区进行水利工程以支持农业。此外，文学作品和墓葬艺术也得到了显著的发展。

## 历史
第十二王朝的年表是新王国时期之前任何时期中最稳定的。都灵王表给出了213年（公元前1991-1778）。曼涅托说它以底比斯（埃及）为首都，但从当代记录中可以看出，这个王朝的第一个国王，阿蒙涅姆赫特一世将其首都迁至一个名为 "阿蒙涅姆赫特伊塔维"（"夺取两地的阿蒙涅姆赫特"）的新城市，现称为伊塔维。 伊塔威的位置尚未被发现，但被认为是在法尤姆附近，可能是在艾李斯特的皇家墓地附近。
第十二王朝的统治者的顺序从几个来源可以得知：在阿拜多斯的寺庙记录的两份名单和在萨卡拉的一份名单，以及从马内托的作品中得出的名单。在辛努塞尔特三世统治时期的一个记录日期可以与索特周期相关联。 因此，这个王朝的许多事件经常可以归于一个特定的年份。
这一时期的聂非尔列胡预言提到阿梅内姆哈特一世的母亲来自象牙海岸的埃及国名塔塞提。 近年来，许多学者认为阿梅内姆哈特一世的母亲是努比亚人的后代。

## 法老列表
| 名字             | 荷鲁斯名称 | 图像 | 日期           | 金字塔               | 王妃                                                   |
| ---------------- | ---------- | ---- | -------------- | -------------------- | ------------------------------------------------------ |
| 阿蒙涅姆赫特一世 | 塞特皮布尔 |      | 1991 – 1962 BC | 阿梅内梅特一世金字塔 | 内费里塔杰宁                                           |
| 辛努塞尔特一世   | 赫佩卡雷   |      | 1971 – 1926 BC | 塞努斯雷特一世金字塔 | 尼弗鲁三世                                             |
| 阿蒙涅姆赫特二世 | 努布哈伊尔 |      | 1929 – 1895 BC | 白色金字塔           | 卡内费鲁 肯米努布?                                     |
| 辛努塞尔特二世   | 哈佩雷耶   |      | 1897 – 1878 BC | 塞努斯雷特二世金字塔 | 海内梅特尼费赫杰特一世 诺弗雷二世 伊塔韦雷特? 赫内梅特 |
| 辛努塞尔特三世   | 哈考雷     |      | 1878 – 1839 BC | 塞努斯雷特三世金字塔 | 梅雷特塞格 尼弗特努 海内梅特尼费赫杰特二世 西塔里乌内  |
| 阿蒙涅姆赫特三世 | 尼玛特     |      | 1860 – 1814 BC | 黑金字塔             | 阿特（女王） 赫特皮（女王） 海内梅特尼费赫杰特三世     |
| 阿蒙涅姆赫特四世 | 马赫鲁雷   |      | 1815 – 1806 BC | 南部马兹古纳金字塔   |                                                        |
| 塞贝克涅弗鲁     | 索贝卡雷   |      | 1806 – 1802 BC | 北部马兹古纳金字塔   |                                                        |

## 古埃及文学加深
正是在第十二王朝期间，古埃及文学得到了完善。这一时期最著名的作品也许是"西努赫的故事"，其中几百份莎草纸的副本已经被复原。在这个朝代，还有一些说教的作品，如'阿梅内姆哈特的指示'和'[[雄辩的农民]的故事]'。
此外，第十二至第十八王朝的国王还为后人保存了一些最杰出的埃及纸莎草作品，这些作品一直流传到今天，值得称赞。
- 1900 BC – 普里斯莎草纸
- 1800 BC – 柏林纸莎草纸
- 1800 BC – 莫斯科数学纸草书
- 1650 BC – 莱因德数学纸草书
- 1600 BC – 艾德溫·史密斯紙草文稿
- 1550 BC – 埃伯斯纸草卷